# مسييه 34

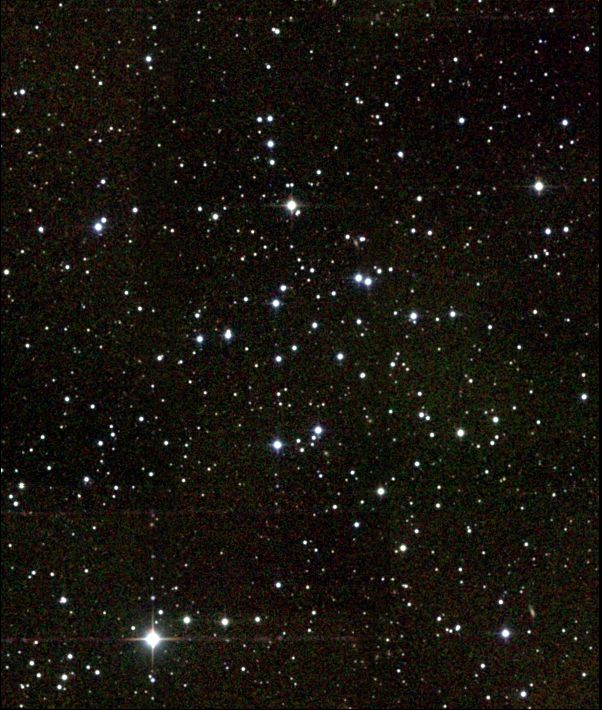

مسييه 34 أو م34 (بالإنجليزية: Messier 34 أوM 34 أو NGC 1039) هو تجمع نجمي مفتوح يوجد في كوكبة حامل رأس الغول Persius. ربما كان مكتشفه جيوفاني هوديرنا عام 1654، وضمه شارل مسييه إلى فهرسه عام 1764. وقد وصفه مسييه بأنه تجمع لنجوم صغيرة يقع إلى الأسفل من أندروميدا. يمكن رؤية التجمع بواسط تلسكوب عادي طوله 90 سنتيمتر والتفرقة بين نجومه المختلفة.

## اقرأ أيضا
- علم الفلك للأشعة السينية
- كويكبات
- سحابة ماجلان
- سحابة ماجلان الصغرى
- نجم
- مجرة
- قزم أبيض
- عملاق أحمر
- الانفجار العظيم
- خط زمني للانفجار العظيم
- نجم نيوتروني
- ثقب أسود

## وصلات خارجية
- موقع الكون في الإنترنت